# Винченцо Коли
Винченцо „Ценцо“ Илио Коли (итал. Vincenzo "Zenzo" Ilio Colli; Кортина д'Ампецо, 22. септембар 1899 — Кортина д'Ампецо, 22. јун 1961.) је био скијашки тркач из Италије који је учествовао на Зимским олимпијским играма 1924. године.
Винченцо је млађи брат Енрика Колија. Био је ожењен Констанцом Димаи и отац шесторо деце. Четврто дете, син Илио Коли погинуо је 1953. године, када је ударио у дрво током скијашке трке.
На Зимским олимпијским играма 1924. Винченцо Коли је у дисциплини 50 километара за мушкарце завршио као једанаести. На државном првенству Италије 1925. године освојио је бронзану медаљу у истој дисциплини. Касније је постао инструктор у скијашком клубу Напуљ.